# ユグドラシル

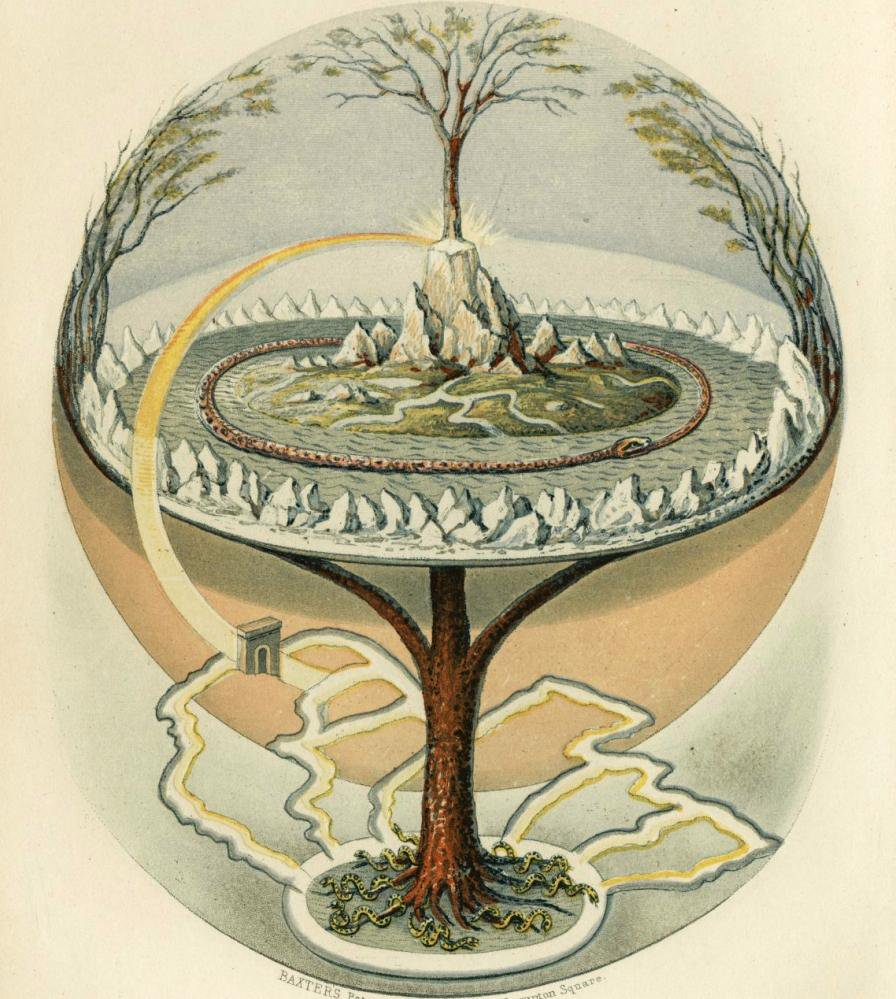
北欧神話における世界図
中心の木がユグドラシルである。
『スノッリのエッダ』の英語訳本（1847年）の挿絵。

ユグドラシル（古ノルド語: Yggdrasill, [ˈyɡːˌdrasilː]）は、北欧神話に登場する1本の架空の木。「ユッグドラシル」「イグドラシル」とも表記する。
世界を体現する巨大な木であり、アースガルズ、ミズガルズ、ヨトゥンヘイム、ヘルヘイムなどの九つの世界を内包する存在とされる。そのような本質を捉えて英語では "World tree"、日本語では、「世界樹（せかいじゅ）」「宇宙樹（うちゅうじゅ）」と呼ばれる。
ワーグナーの楽劇『ニーベルングの指輪』における「神々の黄昏」の冒頭「ワルキューレの岩」で、第一のノルン（運命の女神）が「一人の大胆な神が水を飲みに泉にやって来て　永遠の叡智を得た代償に片方の目を差し出しました　そして世界樹のトネリコの木から枝を一本折り　その枝から槍の柄（つか）を作りました　長い年月とともに　その枝の傷は　森のような大樹を弱らせました　葉が黄ばんで落ち　木はついに枯れてしまいました」と歌う。

## 呼称

### 原義
Yggdrasill という名前の由来には諸説あるが、最も有力な説ではその原義を "Ygg's horse" （恐るべき者の馬）とする。"Yggr" および "Ygg" はオーディンの数ある異名（ケニング）の一つで （cf. en）、Drasillはオーディンの馬を意味していると解釈されている。

### 日本語名

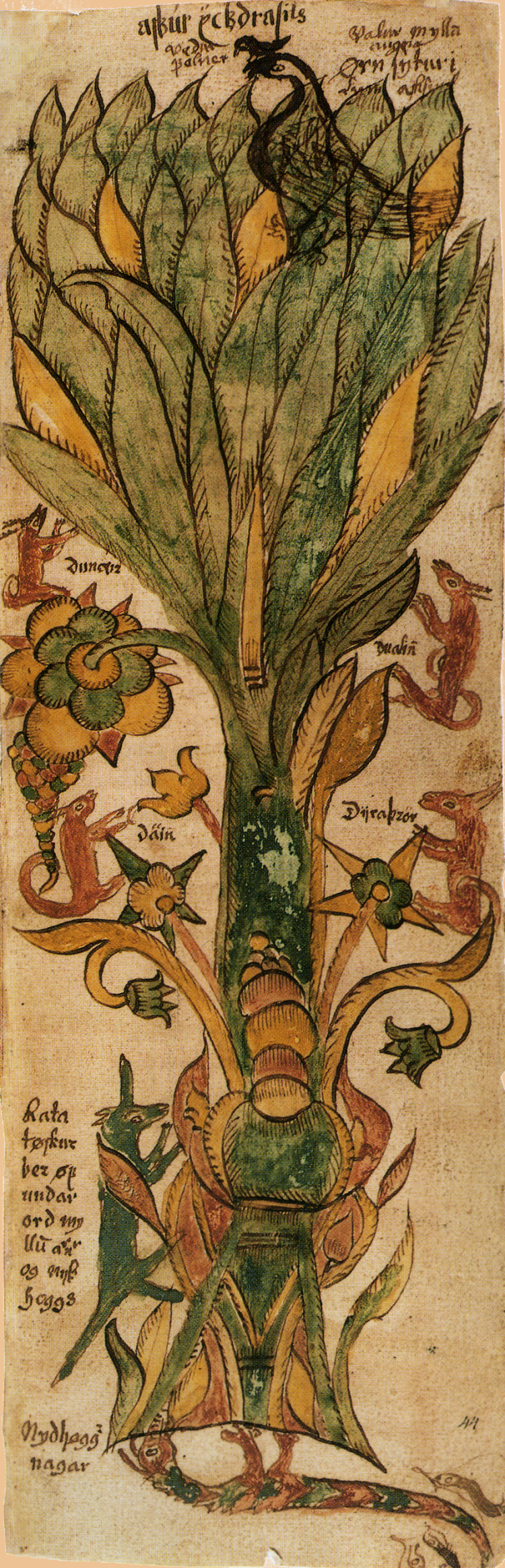
ユグドラシルと、そこに棲みつく様々な生き物達
17世紀、アイスランドの写本『AM 738 4to』の中の1図。

日本語名は、引用先の言語の違いと仮名転写の際の言語的揺らぎにより、"Ygg-" が「ユッグ」「ユグ」「イッグ」「イグ」に、"drasill" が「ドラシル」「ドラジル」にそれぞれ読みが分かれ、これらの組み合わせによって多数の異形が存在する。

## 特徴
三つの根が幹を支えている。『グリームニルの言葉』第31節によると、それぞれの下にヘルヘイム、霜の巨人、人間が住んでいる。また『ギュルヴィたぶらかし』での説明では、根はアースガルズ、霜の巨人の住む世界、ニヴルヘイムの上へと通じている。
アースガルズに向かう根のすぐ下には神聖なウルズの泉があり、霜の巨人の元へ向かう根のすぐ下にはミーミルの泉がある。根の下には、ヨルムンガンドが住んでいるとも言われている。
この木に棲む栗鼠のラタトスクが各々の世界間に情報を伝えるメッセンジャーとなっている。木の頂きには一羽の大鷲フレースヴェルグが留まっており、その眼の間にヴェズルフェルニルと呼ばれる鷹が止まっているという。
ユグドラシルの根は、大蛇ニーズヘッグによって齧られている。また、ダーインとドヴァリン、ドゥネイルとドゥラスロール (古ノルド語: Dáinn ok Dvalinn, Dúneyrr ok Duraþrór, en) という四頭の牡鹿がユグドラシルの樹皮を食料としている。また、『グリームニルの言葉』第25節によると、山羊のヘイズルーンがレーラズという樹木の葉を食料にしているとされるが、レーラズがユグドラシルと同じ樹木かははっきりしていない。

## 類似の世界樹

### イルミンスール
ザクセン人がイルミンスール (古ザクセン語: Irminsul, ザクセン人の祖神イルミンの柱の意) という同じような世界樹を崇拝していたことが、カール大帝の記録などから分かっている。大帝は、ザクセンに対する征服戦争（ザクセン戦争）の最初の年となった 772年、もしくはその翌年に、パーダーボルン近郊のエレスブルク (Eresburg [Obermarsberg]) にてキリスト教から見た邪教の拠り所であったこの神木を伐り倒したと伝えられる。